# Бразильський реал
Бразильський реал (порт. Brasileira real, код: BRL, символ: R$) — офіційна валюта Бразилії. Поділяється на 100 сентаво (centavo). Емісійний інститут — Центральний банк Бразилії.
За даними Банку міжнародних розрахунків, бразильський реал входить в топ-20 найпоширеніших за часткою торгівлі валют у світі.

## Історія

### До 1942 року
Реал був валютою перших португальських поселенців, що прибули до Нового Світу. Офіційно реал став валютою Бразилії в 1690 і залишався нею до 1942 року, коли він був замінений на крузейро за курсом 1000 реалів = 1 крузейро.
Реал зазнав значної інфляції протягом свого довгого життя, так що базова одиниця валюти змістилася з одного реала до тисячі реалів (порт. mil réis), а потім і мільйона реалів (порт. conto de réis), протягом останніх років Старої Республіки. Один мільйон реалів позначався символом Rs, написаним перед значенням, і знаком американського долара ($). 350 реалів писалися як «Rs350», 1 712 реалів як «Rs1 $712», а 1 020 800 реалів як «Rs 1:020$800». Це означає, що двокрапка відокремлювала мільйони, а знак $ — тисячі.

### З 1994 року
Сучасний реал був введений 1 липня 1994 під час президентства Ітамара Франку, при міністрі фінансів Фернанду Енріке Кардозу, як частина широкого плану по стабілізації бразильської економіки, відомим як «План реал» порт. Plano Real. Він замінив крузейро реал («дійсне крузейро»), яке існувало дуже недовго.
Згідно з бразильськими економістами, однією з причин інфляції в Бразилії було явище інерційної інфляції. Ціни коректувалися щодня згідно зі змінами індексів цін і обмінного курсу місцевої валюти до долара США. Тоді міністерство створило негрошово-кредитну валютну одиницю, «дійсну одиницю цінності» (порт. Unidade Real de Valor, URV), значення якої було задано рівним 1 долару США. Всі ціни позначалися в цих двох валютах: крузейро реал і URV, але платежі довелося робити винятково в крузейро реал. Ціни, що позначалися в URV, не змінювалися якийсь час, при тому їх еквівалент в крузейро реал номінально зростав щодня.
1 липня 1994 реал став офіційною валютою, введений за курсом обміну R$ 1.00 = 1 URV. На той день курс обміну між крузейро реал і URV був на рівні CR$ 2 750,00 = 1 URV (обмінний курс долара США до крузейро реал на той день), по цьому курсу й був проведений обмін купюр крузейро реал на нові реали.
Валютний курс нового реал спочатку піднявся відносно долара США в результаті значного притоку капіталу до бразильської економіки в кінці 1994—1995, після чого почався поступовий процес знецінення, який досягнув апогею в січні 1999 під час бразильської валютної кризи, коли реал переніс значну девальвацію і інфляцію ціни. Після цього політика квазі-фіксованого курсу закінчилася, а новим президентом Центрального банку Антоніо Фрага була розпочата нова анти-інфляційна політика. Проте, валюта ніколи не була дійсно «вільно конвертованою», точніше вона була «брудно» плаваючою, з частими інтервенціями Центрального банку для підтримки курсу реала відносно долара США.
Черговий пік ослаблення реала збігся і багато в чому був пов'язаний з економічною кризою, який закінчився дефолтом, в сусідній Аргентині. До жовтня 2001 року реал втратив половину своєї вартості (у порівнянні з 1999 роком) досягнувши курсу 2,7 за $ 1.Валюта перенесла поступове знецінення до кінця 2002, коли імовірність обрання президентом країни Луїса Інасіо Лули да Сілва від PT (Трудової партії), якого багато хто вважав радикальним популістом, спонукала нову валютну кризу та новий виток інфляції. Це трапилося тому, що багато бразильців, які боялися нового дефолту або неортодоксальної економічної політики нового президента, намагаючись уберегти свої гроші від інфляції, почали купувати майно або просто переводити гроші за кордон. В жовтні 2002 реал впав до свого історичного мінімуму, майже R$4 за US$1. Проте, слід за гарантіями президента Центрального банку на той час Арміріо Фрага і завірень Лули та його міністра фінансів що традиційна анти-інфляційна політика залишиться (зокрема, плаваючий обмінний курс, боротьба з інфляцією і безперервні виплати державного боргу), реал піднявся відносно долара США та, особливо починаючи з початку 2005, більшості інших світових валют (зокрема євро і єни).
У Бразилії, символ реалу ставиться перед числом, як десятинний сепаратор використовується кома, наприклад: R$ 123,45.

## Банкноти

### Банкноти 1994
| Серія 1994—2002 років                        | Серія 1994—2002 років | Серія 1994—2002 років | Серія 1994—2002 років | Серія 1994—2002 років | Серія 1994—2002 років | Серія 1994—2002 років | Серія 1994—2002 років |
| Зображення                                   | Зображення            | Номінал (реалів)      | Розміри (мм)          | Основні кольори       | Опис                  | Опис                  | Роки друку            |
| Аверс                                        | Реверс                | Номінал (реалів)      | Розміри (мм)          | Основні кольори       | Аверс                 | Реверс                | Роки друку            |
| -------------------------------------------- | --------------------- | --------------------- | --------------------- | --------------------- | --------------------- | --------------------- | --------------------- |
|                                              |                       | 1                     | 140×65                | зелений сірий         | Фігура Республіки     | Колібрі               | 1994-2003             |
|                                              |                       | 2                     | 140×65                | синій сірий           | Фігура Республіки     | бісса                 | 2001-2012             |
|                                              |                       | 5                     | 140×65                | фіолетовий синій      | Фігура Республіки     | Велика біла чапля     | 1994-2011             |
|                                              |                       | 10                    | 140×65                | червонийй рожевий     | Фігура Республіки     | червоно-зелений ара   | 1994-2012             |
|                                              |                       | 20                    | 140×65                | жовтий помаранчевий   | Фігура Республіки     | Тамарин               | 2002-2010             |
|                                              |                       | 50                    | 140×65                | коричневий сірий      | Фігура Республіки     | ягуар                 | 1994-2010             |
|                                              |                       | 100                   | 140×65                | Блакитний сірий       | Фігура Республіки     | Групер                | 1994-2010             |
| Масштаб зображень — 1,0 пікселя на міліметр. |                       |                       | 140×65                |                       | Фігура Республіки     |                       |                       |

У січні 2006 Бразильський Центральний Банк припинив випуск банкнот номіналом один реал. Існуючі банкноти ще діють, але не обновляються, з ціллю вилучити її з обігу через деякий час.

### Банкноти другої серії
3 лютого 2010 року Центральний банк Бразилії заявив про створення нової серії банкнот бразильського реала, які почали друкувати у квітні 2010 року. У новій серії банкнот підвищені безпека та ступінь захисту банкнот з метою зменшення кількості підробок. Нові банкноти будуть мати різний розмір, згідно з їх номіналом, це зроблено для того ,щоб допомогти людям з вадами зору. Нова серія банкнот була підготована з урахуванням зростання бразильської економіки та потреби в більш сильній та безпечній валюті. Нові банкноти  вводилися поступово, до 2012 року, та були в обігу одночасно з купюрами старої серії..
З грудня 2010 року в обіг були пущені банкноти номіналом 50 і 100 реалів другої серії. На усіх банкнотах серії вказана єдина дата: 2010 рік.
2 вересня 2020 року була випущена банкнота номіналом 200 реалів.
| Серія 2010 року | Серія 2010 року | Серія 2010 року  | Серія 2010 року | Серія 2010 року | Серія 2010 року          | Серія 2010 року     | Серія 2010 року |
| Зображення      | Зображення      | Номінал (реалів) | Розміри (мм)    | Основні кольори | Опис                     | Опис                | Роки друку      |
| Аверс           | Реверс          | Номінал (реалів) | Розміри (мм)    | Основні кольори | Аверс                    | Реверс              | Роки друку      |
| --------------- | --------------- | ---------------- | --------------- | --------------- | ------------------------ | ------------------- | --------------- |
|                 |                 | 2 реала          | 121×65          | синій           | Скульптура «Республіка». | Морська черепаха    | 2013            |
|                 |                 | 5 реалів         | 128×65          | фіолетовий      | Скульптура «Республіка». | Велика біла чапля   | 2013            |
|                 |                 | 10 реалів        | 135×65          | червоний        | Скульптура «Республіка». | Червоно-зелений ара | 2012            |
|                 |                 | 20 реалів        | 142×65          | жовтий          | Скульптура «Республіка». | Золотистий тамарин  | 2012            |
|                 |                 | 50 реалів        | 149×70          | коричневий      | Скульптура «Республіка». | ягуар               | 2010            |
|                 |                 | 100 реалів       | коричневий      | 156×70          | Скульптура «Республіка». | Групер              | 2010            |
|                 |                 | 200 реалів       | сірий           | 142×65          | Скульптура «Республіка». | Гривастий вовк      | 2020            |

### Пам'ятні банкноти

#### 150 років незалежності Бразилії
Ювілейна банкнота номіналом 500 бразильських реалів була випущена на честь 150-річчя незалежності Бразилії (1822-1972). На аверсі банкноти зображено п'ять чоловічих облич, які представляють різні бразильські раси в порядку їхньої історичної переваги. На реверсі банкноти зображено п'ять історичних карт, що представляють різні етапи історії Бразилії: відкриття, торгівля, колонізація, незалежність та об'єднання.

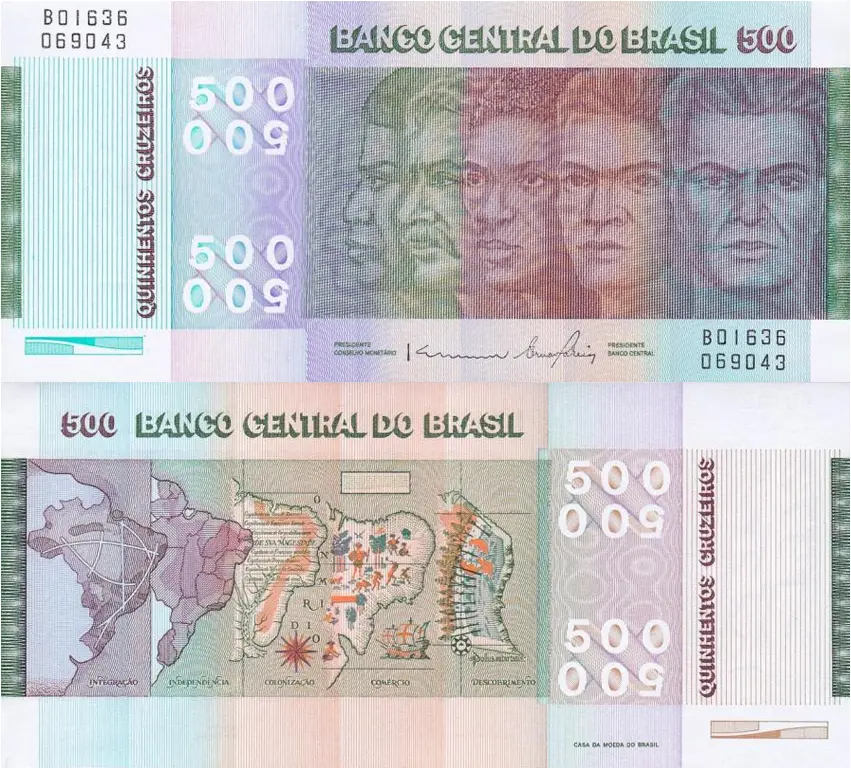
Банкнота «150 років незалежності Бразилії»

#### Перша і єдина полімерна банкнота Бразилії
У квітні 2000, в святкування 500-ї річниці прибуття португальців до берегів Бразилії, бразильський Центральний Банк випустив полімерну банкноту в 10 реалів, яка ходить разом зі звичайними банкнотами.
Бразильський Монетний двір надрукував 250 мільйонів одиниць, що склало приблизно половину банкнот в 10 реалів в обігу на той час.
| Номінал | Аверс                      | Реверс                     |
| ------- | -------------------------- | -------------------------- |
| 10      | Ten reais polymer banknote | Ten Reais Plastic banknote |

Ілюстрації полімерної банкноти мають більш складний дизайн, який описано нижче:
На аверсі:
- Портрет Педру Альвареша Кабрала, португальського капітана, який відкрив Бразилію
- Зображення «Terra Brasilis», однієї з найраніших карт Бразилії
- Уривок з листа Перо Ваз де Каміна до португальського короля Мануела I, перший відомий опис Бразилії
- Португальська роза вітрів 16-го століття
- Справа від карти, п'ять кораблів експедиції Кабрала
- На другому плані можна побачити декоративні елементи португальської плитки
- Біла область навколо червоної крапки фактично прозора (червона крапка також прозора, але, через колір, не так сильно);
- На фоні Хрест Ордена Христа (Тамплієрів), який був присутній у всіх португальських кораблів того часу

На реверсі: 
Стилізована версія карти Бразилії з фотографіями, що зображають етнічну різноманітність населення країни (білий, чорний, індіанець і метис).

## Монети
Є два види монет кожної деномінації. Перший тип, випущений в 1994, був зроблений з нержавіючої сталі. Ці монети відомі як «перше сімейство». Пізніше, у 1998, уряд вирішив випустити другий набір монет («друге сімейство»), з різними кольорами і розмірами, щоб полегшити використання і зробити труднішим підробку.
Обидва сімейства рівноцінні в обігу, але уряд має плани кінець кінцем вилучити перше сімейство із обігу і утримати тільки другий набір монет. 23 грудня 2003 монета в один реал першого сімейства почала вилучатися із обігу, будучи заміненою монетою другого сімейства, щойно вона попадає до банку. У листопаді 2005 бразильський Центральний Банк вирішив припинити виробництво нових одиниць монет в один сентаво обох сімейств. Існуючі одиниці, як першого, так і другого сімейства продовжують бути дійсними, але без відновлення, ця деномінація, як очікується, поступово зникне з обігу. Було дано пояснення що бразильці не помічають цю монету, тому вона недовикористовується і стала занадто коштовною для Центрального Банку.

### Перше сімейство
Реальний масштаб 
| Номінал | Аверс             | Реверс               |
| ------- | ----------------- | -------------------- |
| 0,01    | One centavo       | One Cent             |
| 0,05    | Five centavos     | Five Cents           |
| 0,10    | Ten centavos      | Ten Cents            |
| 0,25    | Twenty-Five Cents | Twenty-five centavos |
| 0,50    | Fifty Cents       | Fifty centavos       |
| 1       | One real          | One Real             |

### Друге сімейство
Реальний масштаб
| Номінал | Аверс             | Реверс            | Гравіровка |
| ------- | ----------------- | ----------------- | --- |
| 0,01    | One Cent          | One Cent          | Аверс: Сузір'я Південний хрест в правому верхньому куту. Реверс: Портрет Педру Альвареша Кабрала та португальський корабель на задньому плані. |
| 0,05    | Five Cents        | Five Cents        | Аверс: Сузір'я Південний хрест в правому верхньому куту. Ресерс: Портрет Жоакіна Жозе да Сілва Шавь'єра, борця за незалежність Бразилії. На задньому плані — трикутник, символ руху за незалежність, та ластівка, символ миру і свободи.                                                                     |
| 0,10    | Ten Cents         | Ten Cents         | Аверс: Сузір'я Південний хрест в правому верхньому куту. Ресерс: Портрет Імператора Педро I, першого монарха Бразилії. На задньому плані: імператор на коні, сцена проголошення незалежності. |
| 0,25    | Twenty-Five Cents | Twenty-Five Cents | Аверс: Сузір'я Південний хрест в правому верхньому куту. Ресерс: Портрет фельдмаршала Мануель Деодору да Фонсека, першого президента Бразилії. На задньому плані — герб республіки. |
| 0,50    | Fifty Cents       | Fifty Cents       | Аверс: Сузір'я Південний хрест в правому верхньому куту. Ресерс: Портрет Жозе Марія да Сілва Параньоса молодшего, барона Ріу-Бранку, видатного міністра іноземних справ країни. На задньому плані зображення країни з хвилями, що розходяться від неї, яке символізує поширення зовнішнього впливу Бразилії. |
| 1       | One Real          | One Real          | Аверс: Сузір'я Південний хрест в правому верхньому куту. Реверс: Зовнішнє коло показує зразок художнього стилю маражу. В центрі — символ Республіки. |

### Пам'ятні монети
На кілька важливих дат Центральний Банк Бразилії випустив пам'ятні версії монети в один реал. На сьогоднішній день випущені три різні версії були, в святкуванні трьох дат. Різниця між тими монетами і «головною» монетою в один реал — тільки реверс, якій містить зображення чого-небудь, що нагадує про відповідну дату. Всі версії існують в обігу разом з «головною» монетою.
| Номінал | Зображення                                                                        | Опис |
| ------- | --------------------------------------------------------------------------------- | --- |
| 1       |                                                                                   | Дата випуску: 10 грудня 1998 Привід: 50-та річниця Декларації прав людини Кількість випуску: 600 тис. Реверс: Офіційний символ святкувань, фігура людини на барельєфі. На зовнішньому колі надписи: «50та річниця» та «Декларація прав людини»                                                                                       |
| 1       | Commemorating the birth centenary of Brazilian ex-president Juscelino Kubitschek. | Дата випуску: 12 вересня 2002 Привід: 100-та річниця народження бразильського екс-президента Жуселіно Кубічека Кількість випуску: 50 млн. Реверс: Профіль Кубічека. Надпис «Століття Жуселіно Кубічека». На зовнішньому колі зображення колон Альвадорстького палацу, президентської резиденції в Бразиліі, місті, яке він збудував. |
| 1       | 40th anniversary of the foundation of the Brazilian Central Bank.                 | Дата випуску: 23 вересня 2005 Привід: 40-ва річниця заснування Центрального банку Бразилії Кількість випуску: 40 млн. Реверс: Зображення будівля Центрального банку, офіційний символ святкувань. На зовнішньому колі надпис: «Центральний банк Бразилії» та «1965 40 років 2005»                                                    |

## Валютний курс
Станом на 24 березня 2025, валютний курс бразильського реала (за даними МВФ, ЄЦБ та НБУ) становить 5,74 реалів за 1 долар США, 6,213 реалів за 1 євро та 0,1381 реала за 1 гривню (7,24 гривень за 1 реал).

Графік валютного курсу реала відносно євро з 2008 року (к-сть реалів за одне євро)